# Hughes H-4 Hercules
Hughes H-4 Hercules, även känt under öknamnet Spruce Goose (grangåsen), är världens största sjöflygplan byggt helt i trä.

## Beskrivning
Flygplanet är byggt i laminerat trä med rodret och den vertikala fenan klädd med duk. Vingarna är försedda med fasta pontoner för att undvika att vingspetsarna skär ner under vattenytan. Flygplanskroppen är byggt på ett båtliknande skrov och innehåller ett stort lastrum och en cockpit. Under lastgolvet är de enorma bränsletankarna som rymmer 56 000 liter bensin placerade, som krävs för att flygplanet skall få räckvidden USA - Europa. Flygplanet är försett med åtta Pratt & Whitney stjärnmotorer med 28 cylindrar vardera.

## Historia
Flygplanet konstruerades av Henry J. Kaiser och Howard Hughes på beställning av US Army, som önskade ett flygplan som kunde transportera 750 stridsutrustade soldater eller två stridsvagnar av modellen Sherman. Efter att Howard Hughes kom med detaljändringar lämnade Kaiser konstruktionsarbetet och flygplanet bytte officiellt namn till H-4 Hercules. Kostnaderna för att tillverka prototypflygplanet blev gigantiska, amerikanska staten satsade 22 miljoner dollar och Hughes sköt själv till ytterligare 18 miljoner. Under 1947 inleddes ett kongressförhör för att utreda behovet och kostnaden för flygplanet.
Flera senatorer räknade inte med att flygplanet skulle kunna flyga men under ett uppehåll i förhören passade Hughes på att provflyga flygplanet i Long Beach hamn för att motbevisa deras påstående. Flygturen varade i ca 70 sekunder och det blev även den sista eftersom kongressen beslöt att vidare arbete skulle avbrytas. Hughes tog själv hand om flygplanet som låstes in i en luftkonditionerad hangar. Under flera år underhölls flygplanet och motorerna provstartades en gång i månaden.
Efter Hughes död 1976 undersöktes möjligheten att visa flygplanet för allmänheten och 1980 övertog California Aero Club flygplanet och det visades upp vid sidan av fartyget Queen Mary i Long Beach. 1992 monterades flygplanet ner och flyttades till McMinnville, Oregon där ett nytt flygmuseum byggdes.

Storleksjämförelse mellan fem stora flygplan - An-225 (grön), Hughes H-4 Hercules (gyllenbrun), Boeing 747-8 (blå), Airbus A380-800 (röd) och Stratolaunch (rosa).

## Hughes H-4 Hercules i populärkulturen
Hughes H-4 Hercules har synts och refererats till i populärkulturella sammanhang. I den tecknade serien om Marsupilami utspelas stora delar av album nummer 6 (Marsupilami och den glömda staden; originaltitel: Fordlandia) i den övergivna djungelstaden Fordlândia. Där har även Howard Hughes enorma propellerplan hamnat; i det franska originalet är planet omnämnt som Fir Goose, vilket översatts till svenska som Fina Gåsen. Filmen The Aviator från 2004 handlar om Howard Hughes liv mellan åren 1920 och 1940 och bygget av H-4 Hercules.